# بني منصور (الصباب)
بني منصور هي إحدى مشيخات المملكة المغربية، تتبع جغرافيا لإقليم جرسيف وإداريًا لالصباب. يقدر عدد سكانها بـ 8489 نسمة حسب الإحصاء الرسمي للسكان والسكنى لسنة 2004.